# 十和田市立四和小学校
十和田市立四和小学校（とわだしりつ しわしょうがっこう）は、青森県十和田市大字米田にある公立小学校。

## 概要
- 本校は、米田・滝沢・大不動の各小学校が統合して設立された小学校である。

## 沿革
- 2013年（平成25年）
  - 1月 - 校舎・屋内運動場建設工事完了[1]。
  - 4月1日 - 開校。
  - 4月7日 - 開校式と第1回入学式挙行。校旗と校歌も制定。
- 2014年（平成26年）7月6日 - 新校舎落成式挙行。
- 2016年（平成28年）3月 - 屋外運動場工事完了[1]。

## 学区
- 旧四和村域。

## アクセス
- 十和田観光電鉄バス「四和中」バス停下車。
- 四和郵便局から徒歩約650m・約10分。